# Iuka (Kansas)
Iuka – miasto w Stanach Zjednoczonych, w stanie Kansas, w hrabstwie Pratt.